# Danh sách quả bóng thi đấu chính thức của bóng đá Olympic
Dưới đây là những quả bóng đã được sử dụng trong môn bóng đá của Thế vận hội Mùa hè.
Danh sách này không đầy đủ, bạn cũng có thể giúp mở rộng danh sách.
| Thế vận hội      | Quả bóng chính thức              | Nhà chế tạo | Thông tin thêm                                                                                 |
| ---------------- | -------------------------------- | ----------- | ---------------------------------------------------------------------------------------------- |
| Thế vận hội 1968 |                                  |             |                                                                                                |
| Thế vận hội 1972 |                                  |             |                                                                                                |
| Thế vận hội 1976 |                                  |             |                                                                                                |
| Thế vận hội 1980 |                                  |             |                                                                                                |
| Thế vận hội 1984 | Adidas Tango Sevilla             | Adidas      |                                                                                                |
| Thế vận hội 1988 | Adidas Tango Séoul               | Adidas      |                                                                                                |
| Thế vận hội 1992 | Adidas Etrusco Unico             | Adidas      |                                                                                                |
| Thế vận hội 1996 | Adidas Questra Olympia           | Adidas      |                                                                                                |
| Thế vận hội 2000 | Adidas Gamarada                  | Adidas      | Từ thổ dân cho "tình bạn", biến thể của Adidas Terrestra Silverstream                          |
| Thế vận hội 2004 | Adidas Pelias                    | Adidas      |                                                                                                |
| Thế vận hội 2008 | Adidas Teamgeist 2 Magnus Moenia | Adidas      | Biến thể của Teamgeist. Magnus Moenia có nghĩa là 'bức tường của sự vĩ đại' trong tiếng Latinh |
| Thế vận hội 2012 | Adidas The Albert                | Adidas      | Biến thể của Adidas Tango 12                                                                   |
| Thế vận hội 2016 | Adidas Errejota                  | Adidas      | Biến thể của Adidas Beau Jeu                                                                   |